# Археологічний музей Стамбула
Археологі́чний музе́й Стамбу́ла — відомий музейний заклад у Стамбулі, Туреччина. Є головним музеєм комплексу Археологічних музеїв Стамбула (тур. İstanbul Arkeoloji Müzeleri)

## Передісторія створення
Після створення Османської імперії до її складу увійшли різні країни і землі в Малій Азії, Північній Африці і на Півдні Європи, включаючи такі давні центри цивілізації як Вавилон, Стародавній Єгипет і Стародавня Греція, центри еллінізму в Малій Азії. Полікультурність мимоволі стала фактом існування мусульманської імперії.
Археологічні знахідки з центрів Стародавньої Греції, центрів еллінізму і руїни провінційних міст Стародавнього Риму в Малій Азії, християнські храми Візантії найменше співвідносились з вимогами мусульманства. Якщо замки хрестоносців легко зберігали власну оборонну функцію для нових володарів-османів, ставлення до інших споруд попередніх цивілізацій було дещо складним. Руїни елліністичних і давньоримських міст розбирали на будматеріали, а уламки мармурових брил, скульптур і рельєфів масово перепалювали на вапно. Саме на вапно перепалювали і уламки горельєфів Пергамського вівтаря.
Зараз дивно усвідомлювати, що фундаментальні, знакові пам'ятки сучасної західноєвропейської культури походять з колишніх володінь Османської імперії, серед яких — 
- Пергамський вівтар
- Мармури Елджина
- Троя
- Пальміра
- Венера Мілоська
- Ніка Самофракійська

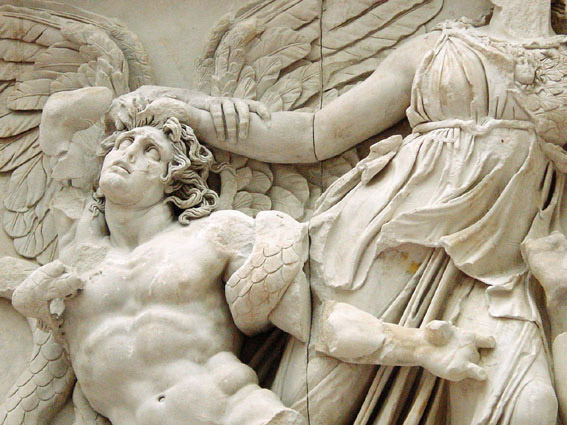

Почасти вивіз і рятування надбання стародавніх греків і римлян дипломатами, науковцями і агентами європейських музеїв 18-19 ст. обумовлені загрозою їх повного знищення в мусульманському оточенні і остаточного зникнення з обріїв європейської культури. Але і європейці (і бідні мешканці Туреччини) не зупинялись і перед контрабандою.

## Історія створення

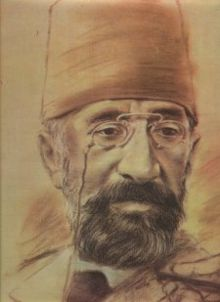
Осман Хамді-бей, автопортрет

Західноєвропейські уяви про доцільність збереження надбання зниклих цивілізацій на території Туреччини розділяла незначна купка турецьких інтелектуалів 19 століття. Серед них був і археолог, художник і дипломат Осман Хамді-бей (1842–1910), що боровся за прийняття закону проти контрабанди археологічних знахідок з територій Туреччини.
Перші знахідки почали вивозити до палацового комплексу Топкапи до порожньої церкви святої Ірини, що не була перетворена на мечеть. Офіційно археологічний музей в Стамбулі відкрито 1891 року в колишній церкві святої Ірини.

## Будівлі археологічного музею в Стамбулі
Археологічний музей в Стамбулі складається з трьох музеїв:
- Музей Стародавнього Сходу

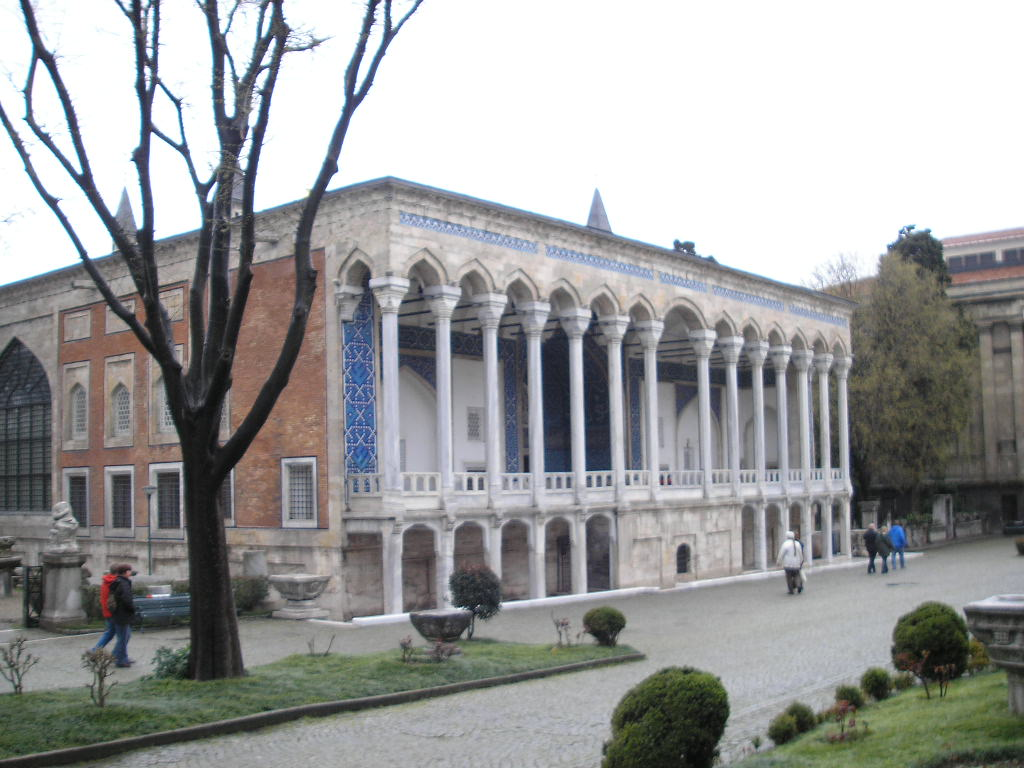
Кахляний кіоск
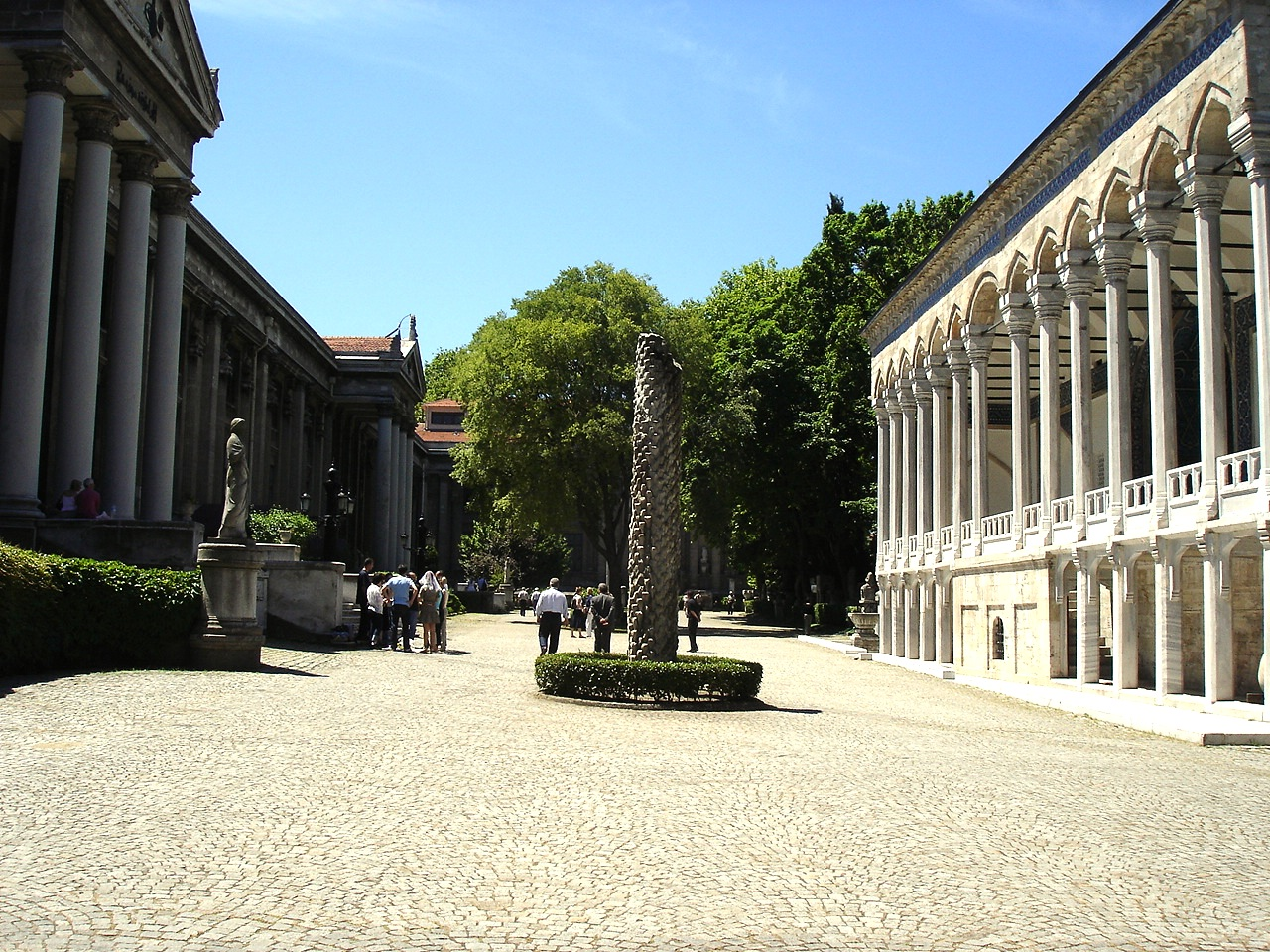
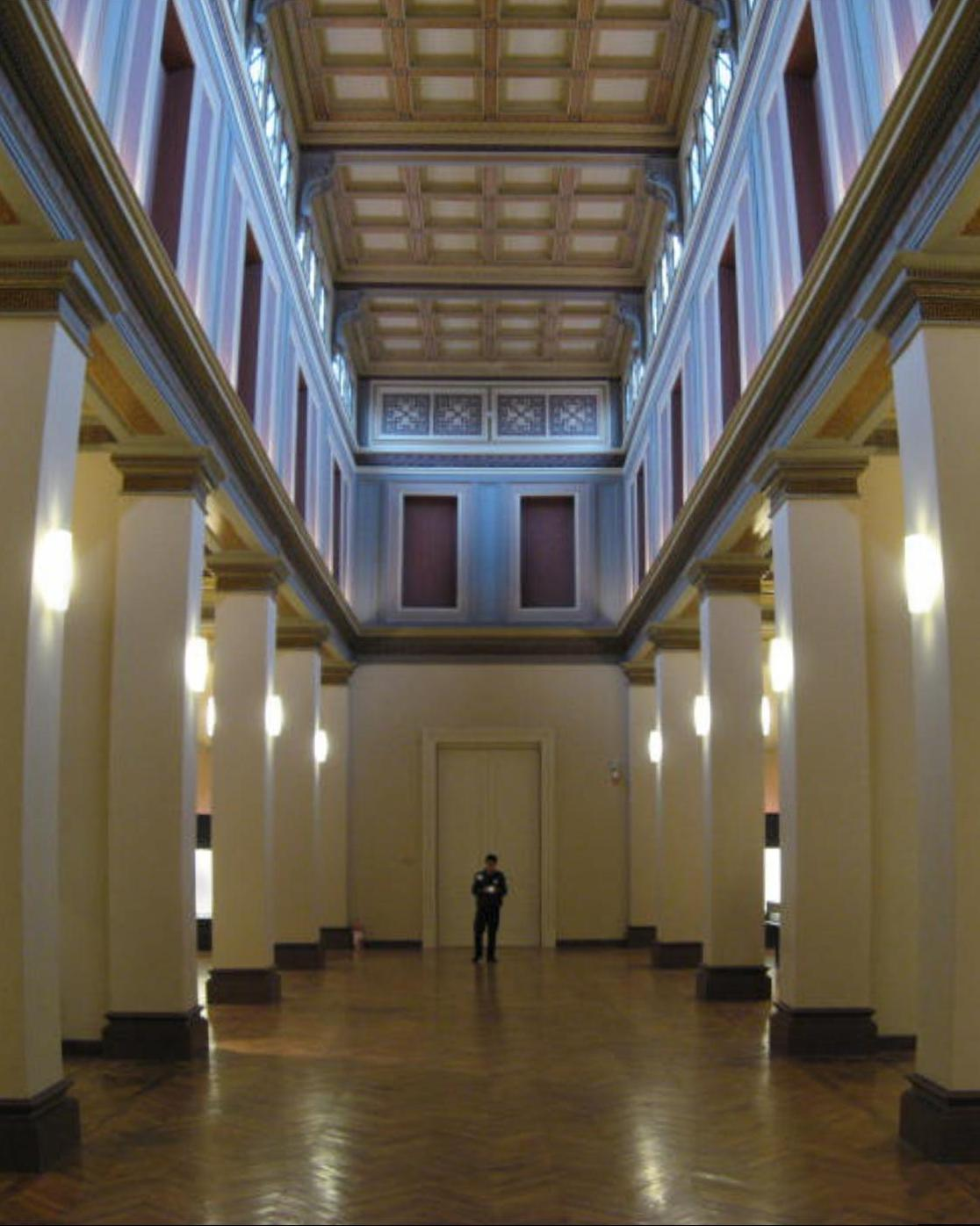
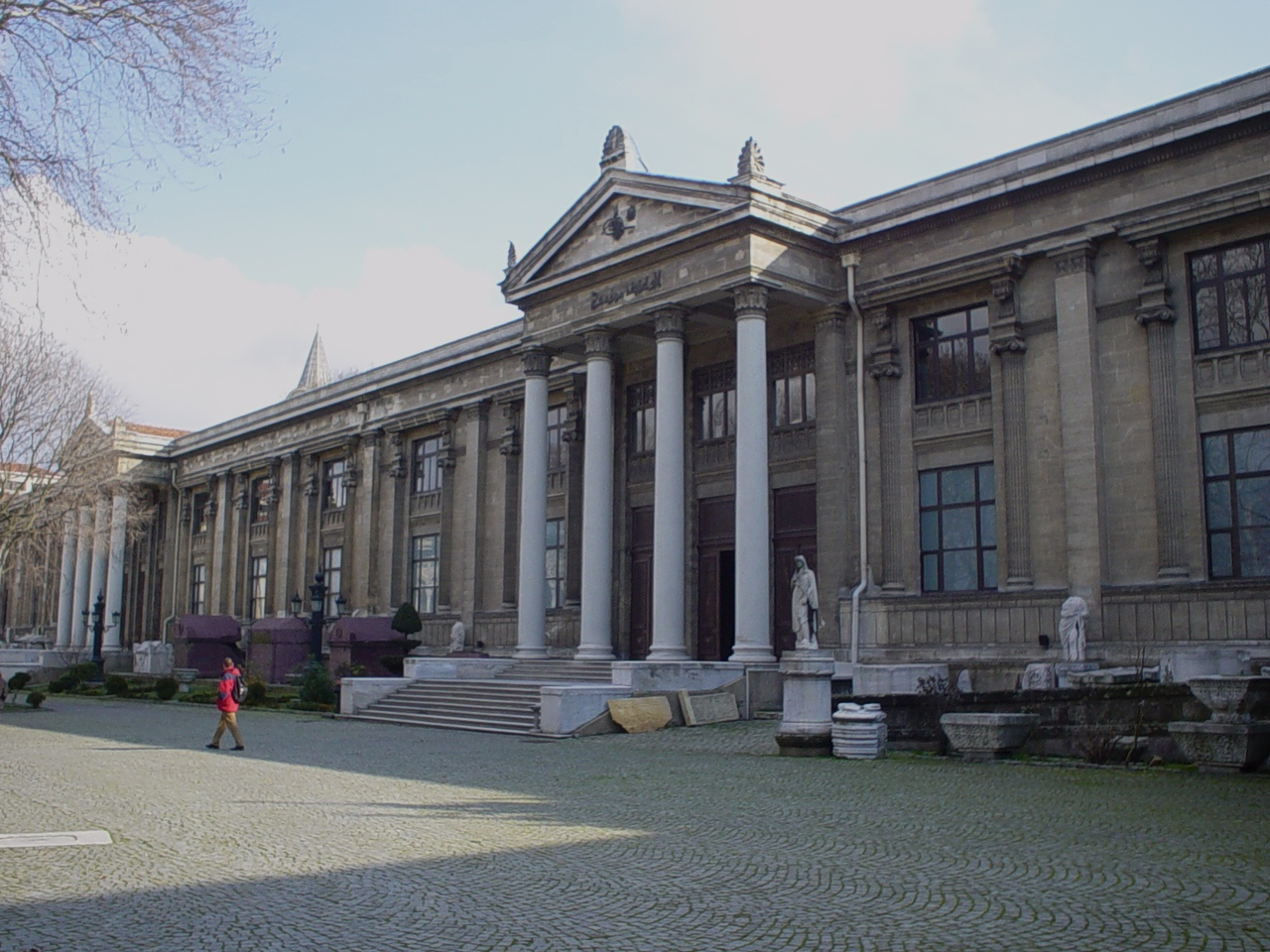
Головна будівля музею

- Археологічний музей

- Кахляний кіоск
- Головна будівля музею

## Відділи

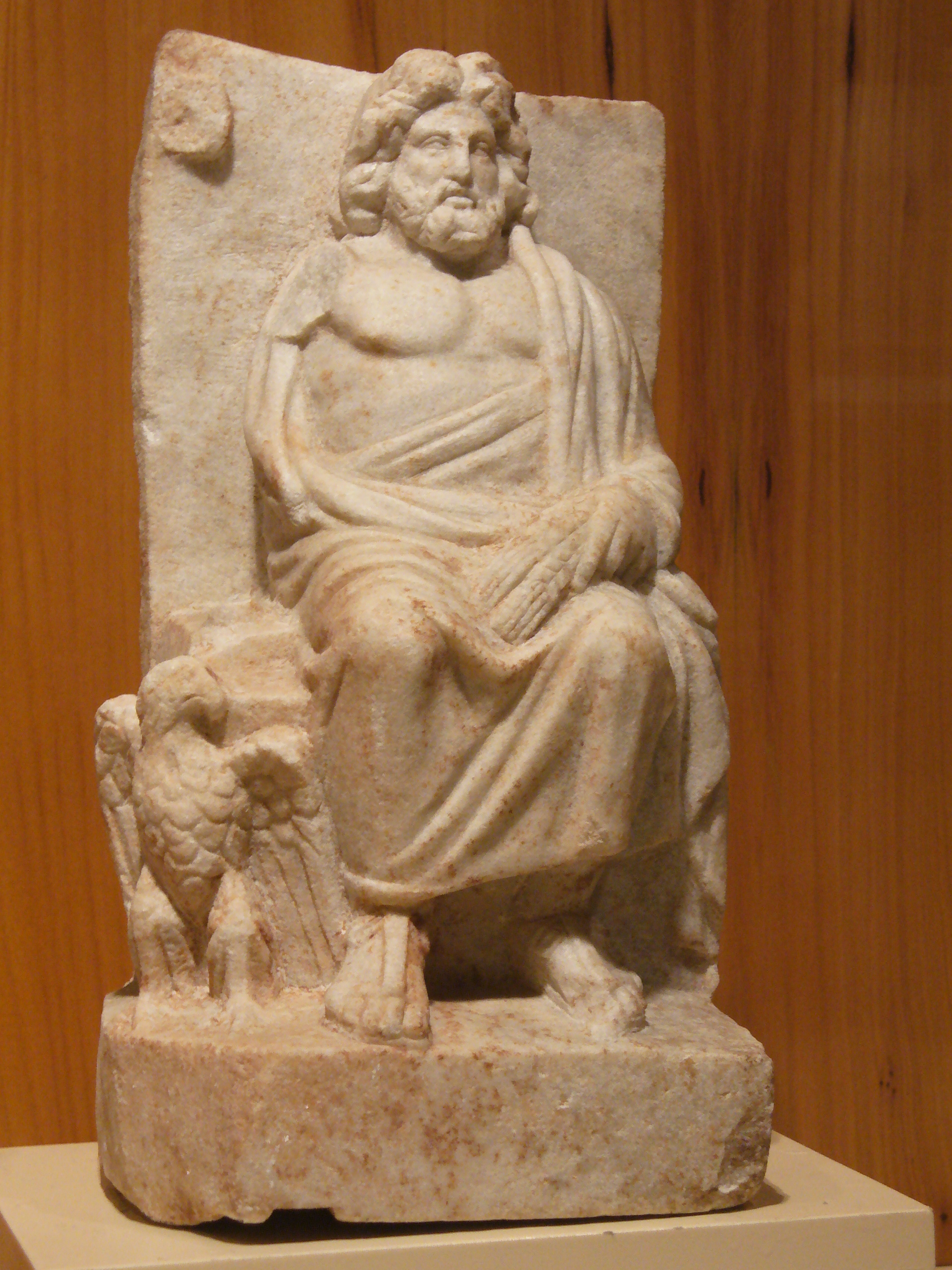
Скульптура Зевса.

Кількість експонатів Археологічного музею в Стамбулі перевищує 1.000.000 зразків, серед яких -
- археологічні знахідки в Туреччині
- пам'ятки Стародавнього Єгипту
- пам'ятки Ассирії
- пам'ятки Вавилона
- пам'ятки доісламського періоду
- археологічні знахідки в Трої
- надгробки і саркофаги Стародавньої Греції і Риму
- фрагменти архітектурних споруд
- леви, що прикрашали Мавзолей у Галікарнасі
- мармурова і бронзова скульптура Стародавньої Греції та доби еллінізму
- мармурова і бронзова скульптура Стародавнього Риму
- ісламські керамічні вироби
- надгробкові стели Пальміри
- невивезені залишки Пергамського вівтаря (уламки)
- оздоби колишніх візантійських християнських храмів

## Надгробковий портрет Пальміри

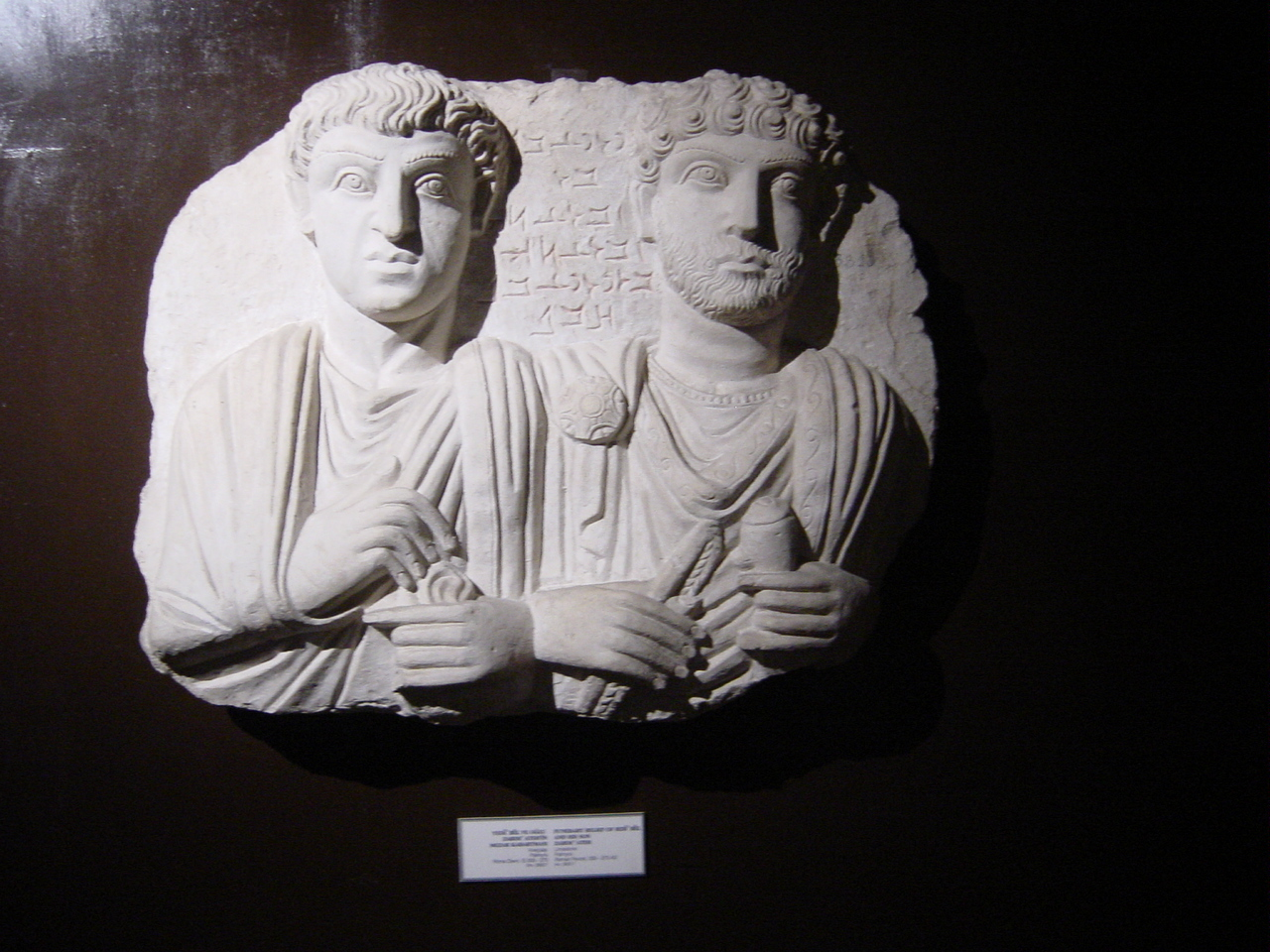
Подвійний надгробок
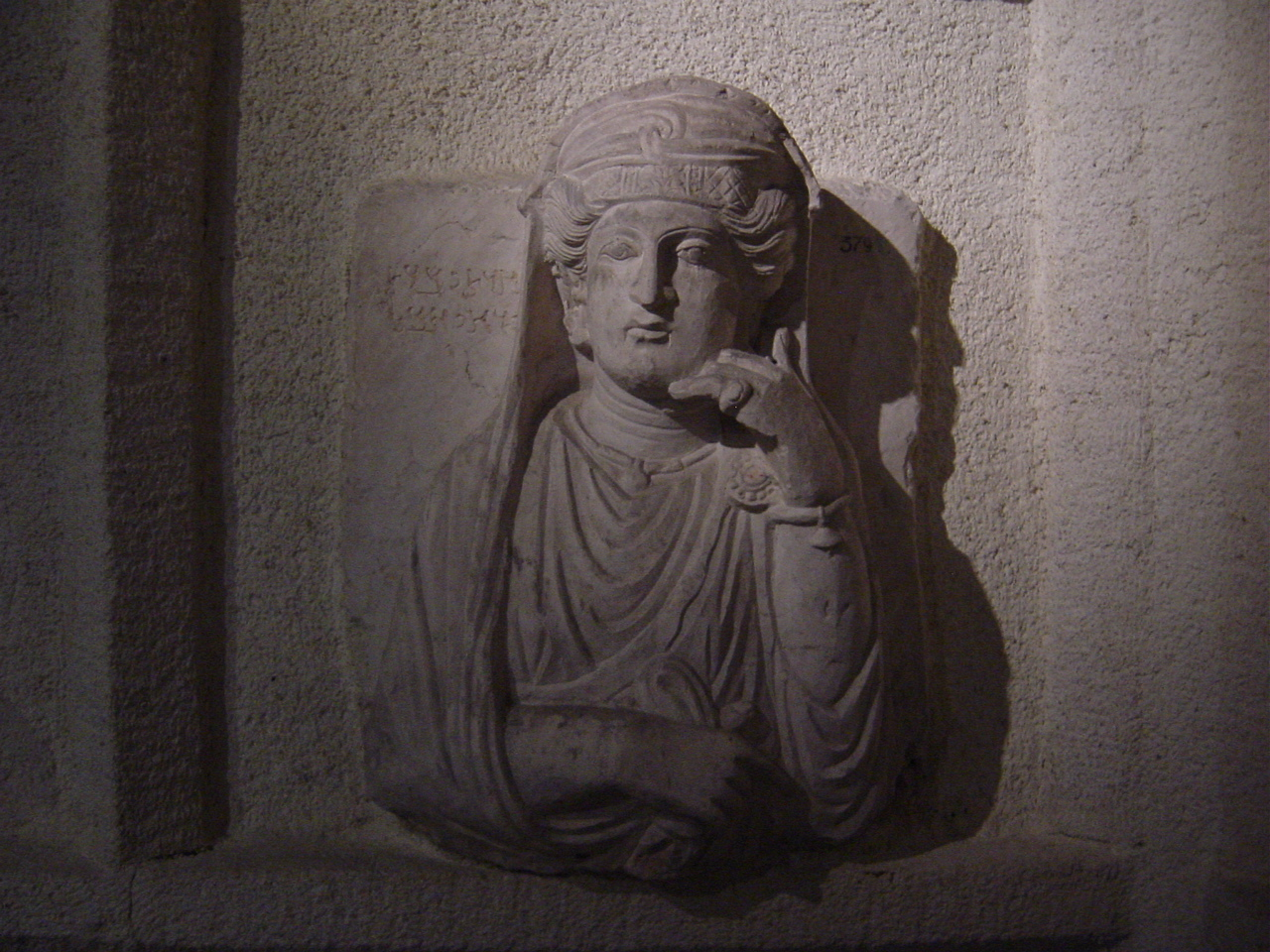
Надгробок вельможної пані з Пальміри
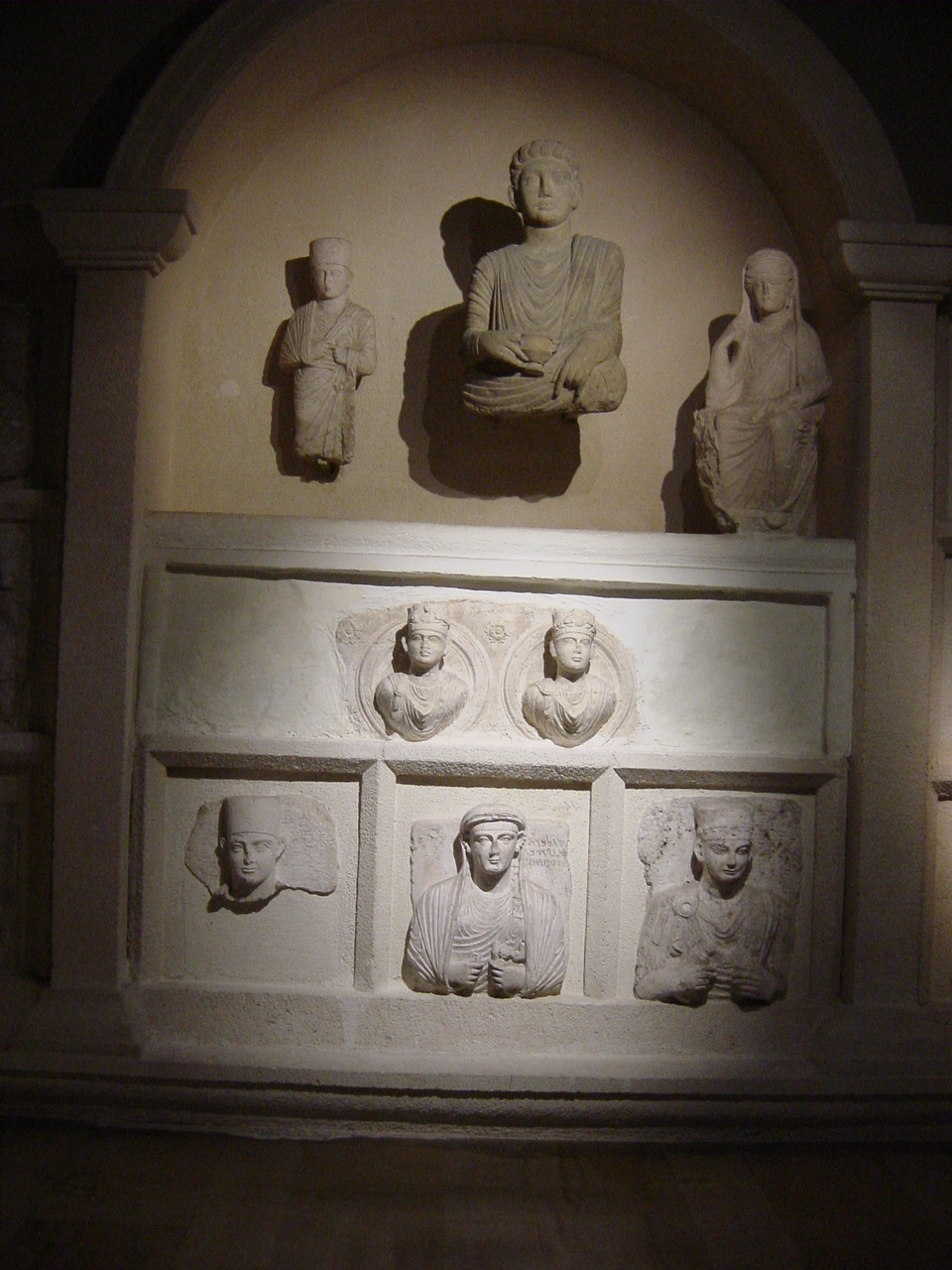
Реконструкція поховальної камери з Пальміри
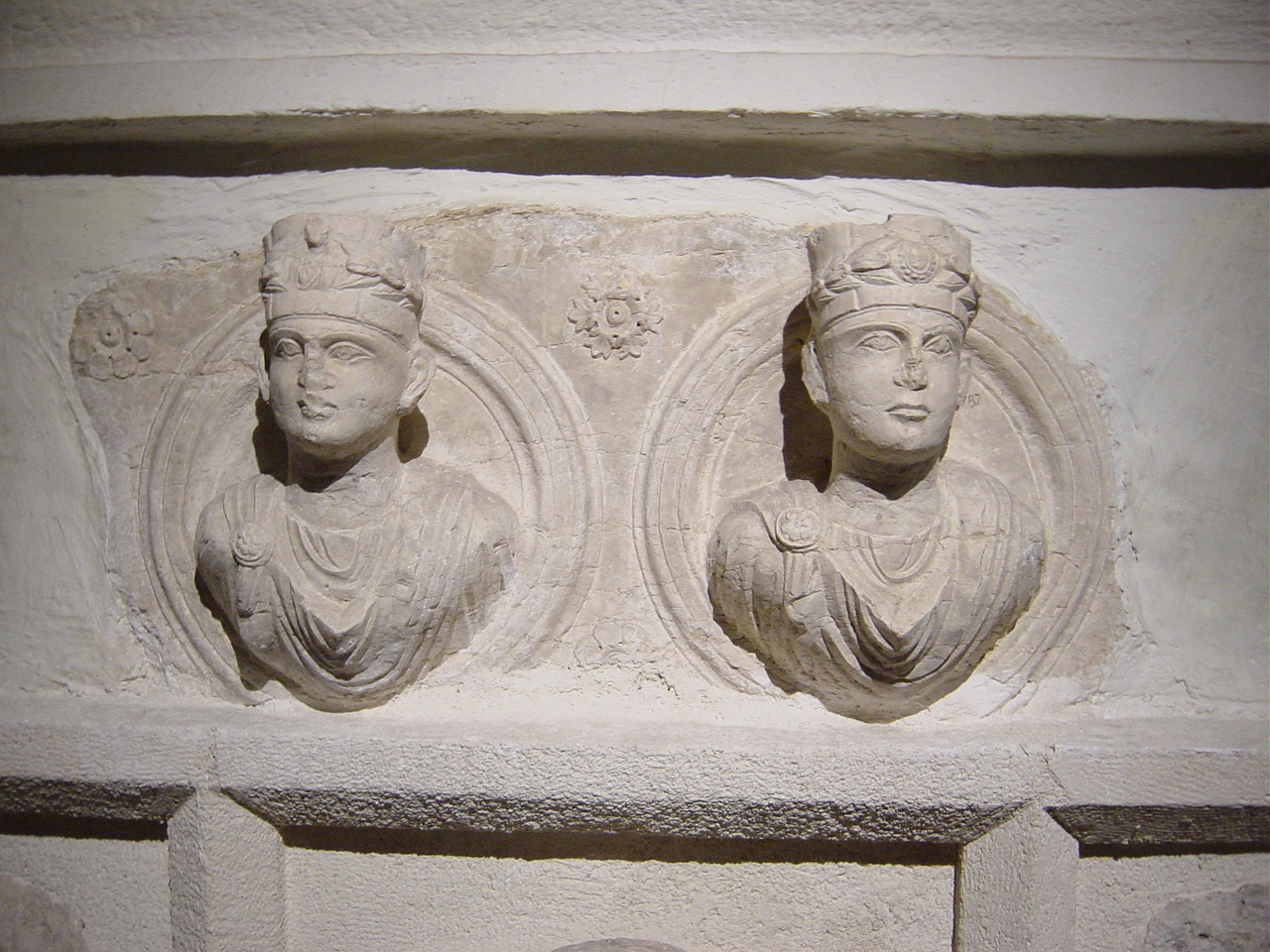

## Бронзова голова Ефеба

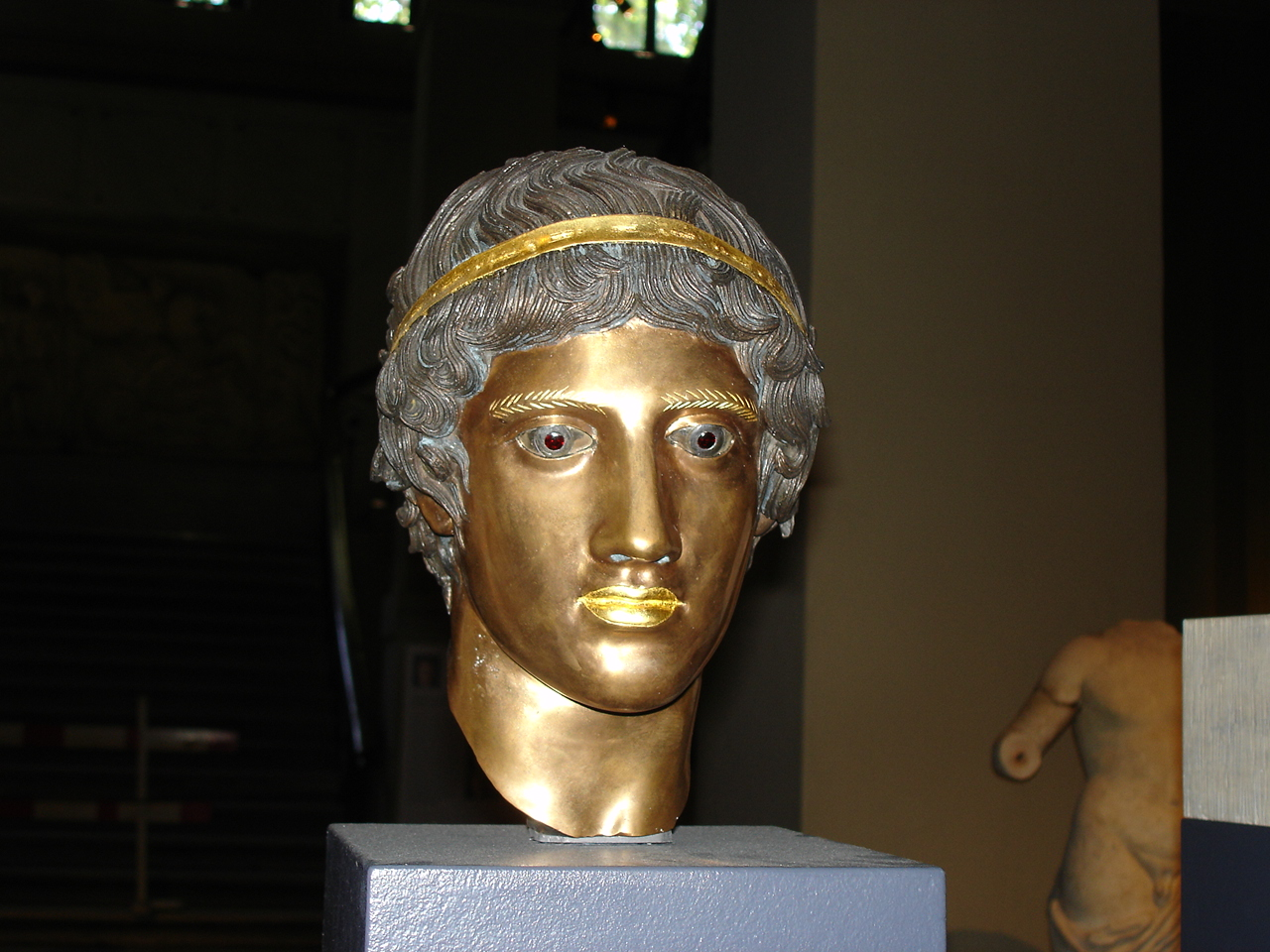
Сучасна реконструкція голови ефеба з золоченням
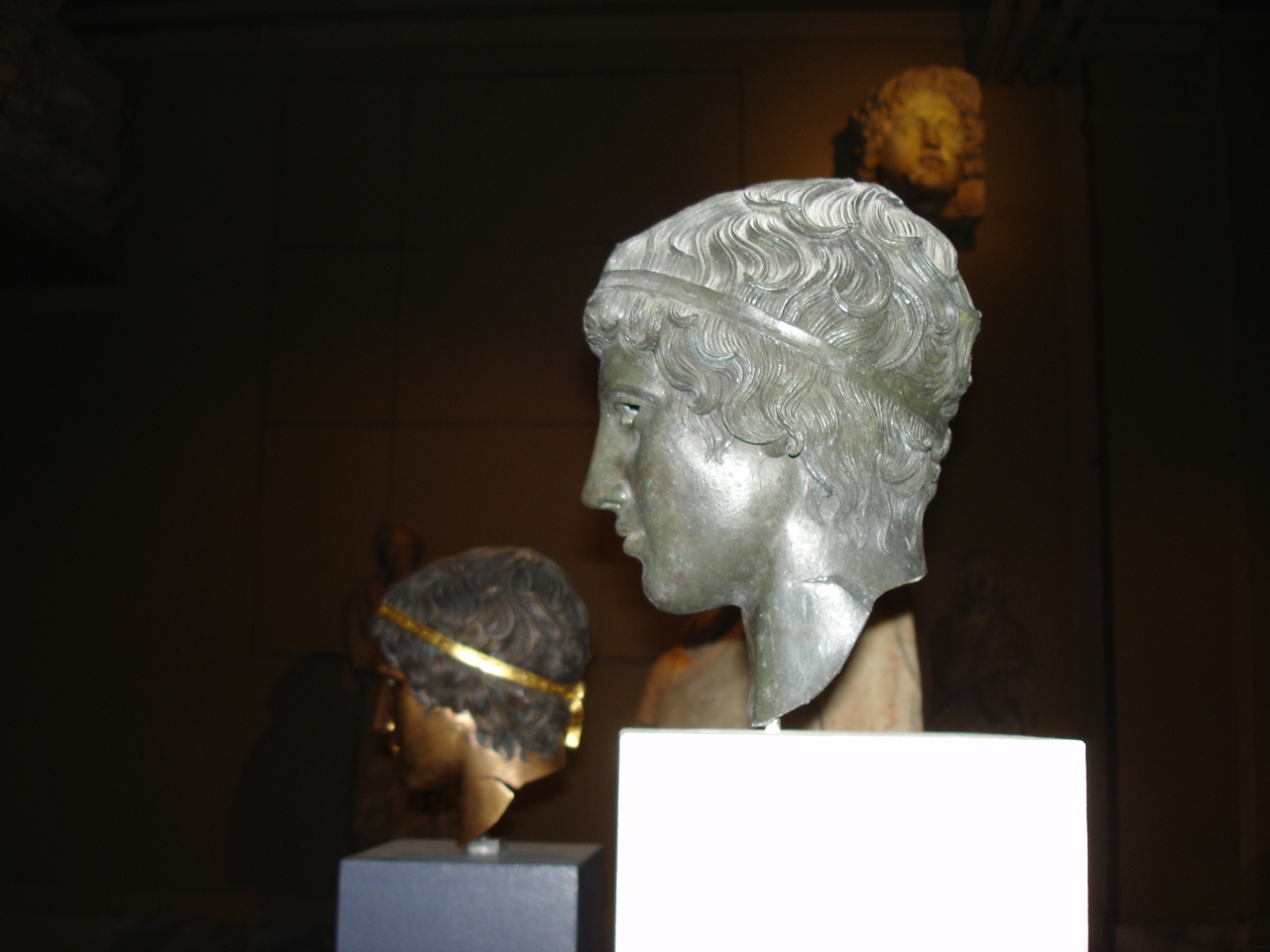
Оригінал бронзової голови і реконструкція
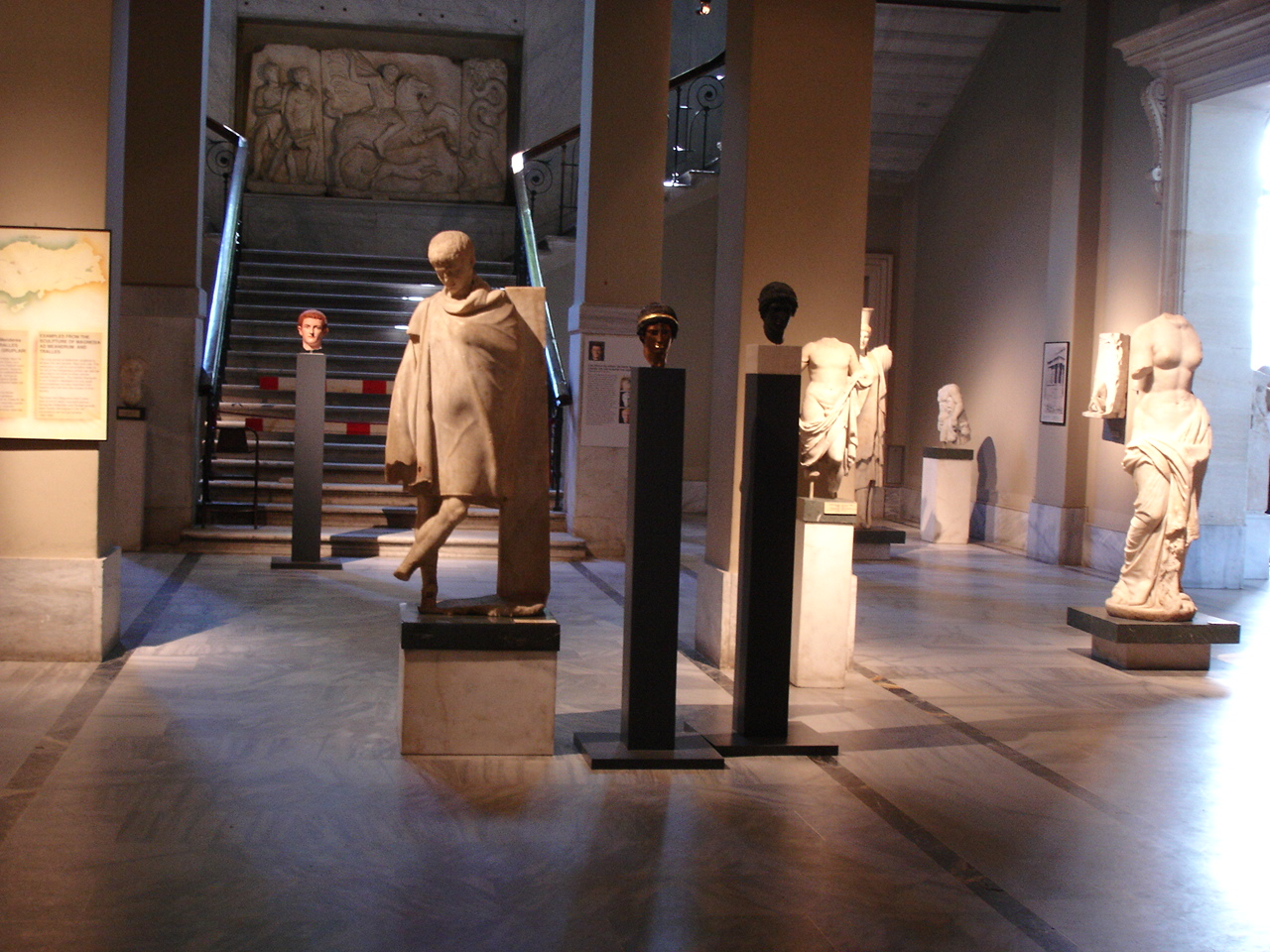
Експозиція зали № 5 зі скульптурами
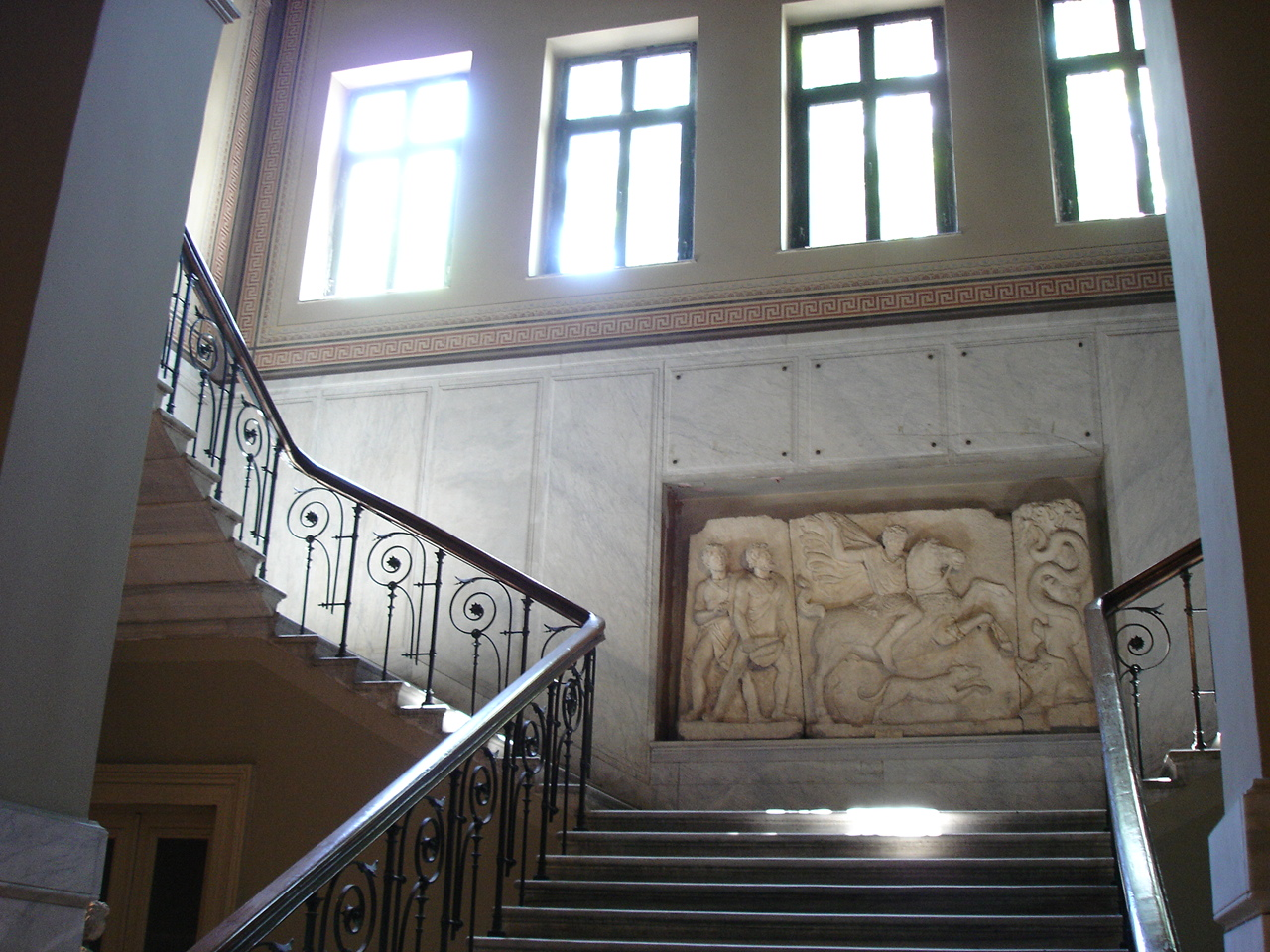

## Археологічні знахідки

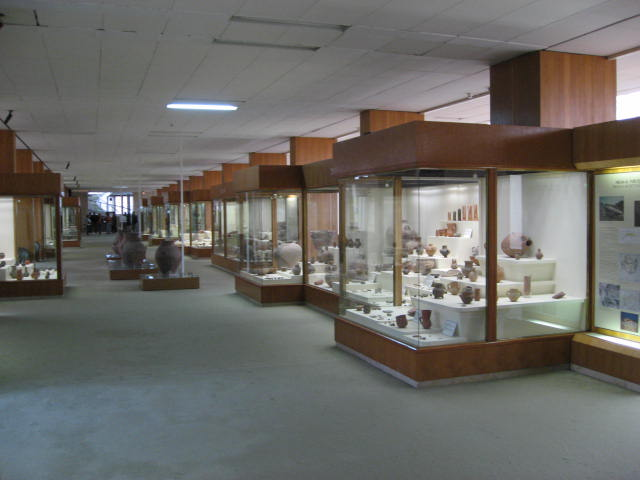
Експозиція археологічних знахідок в Трої
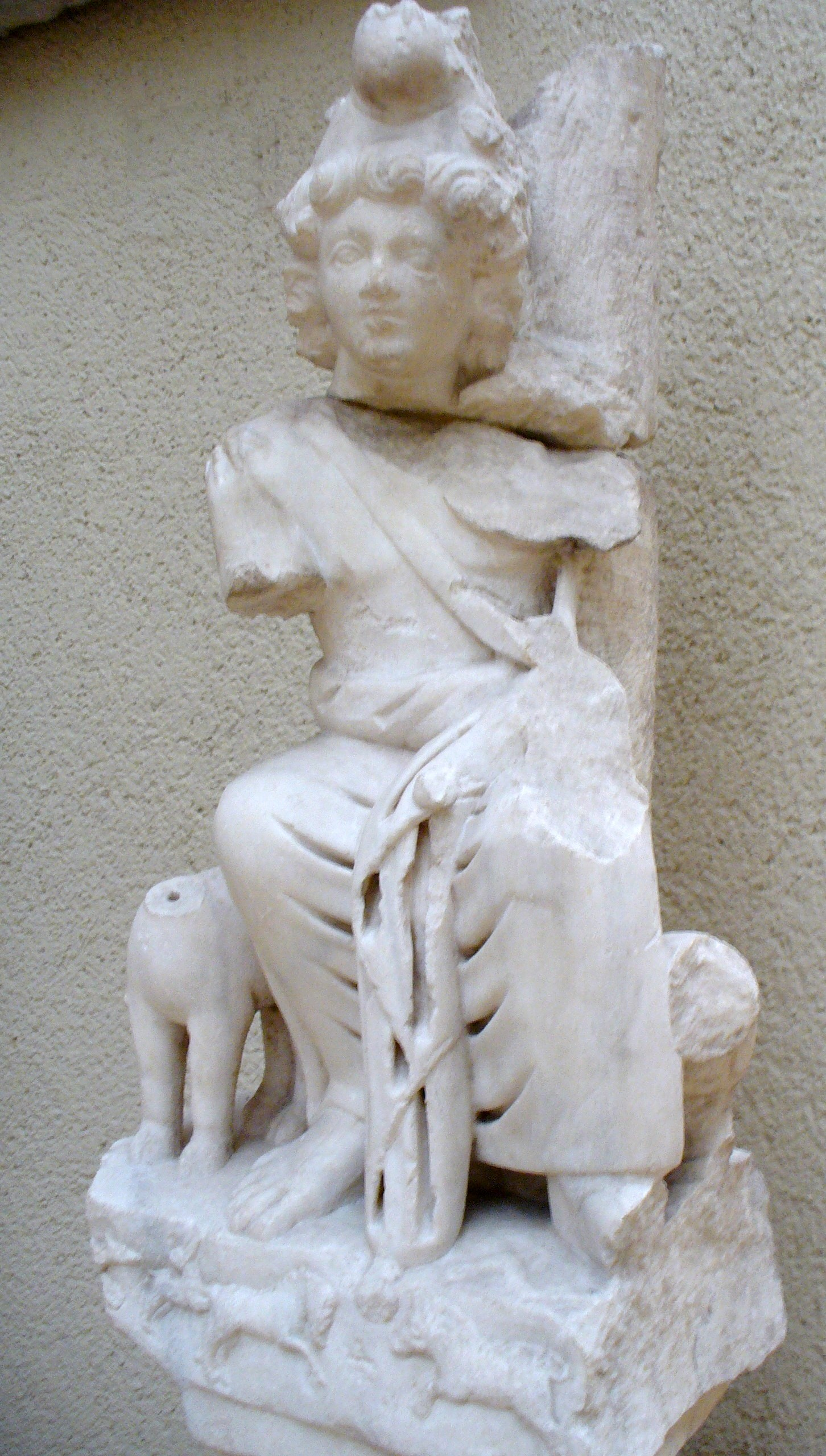
Уламок скульптури Орфея
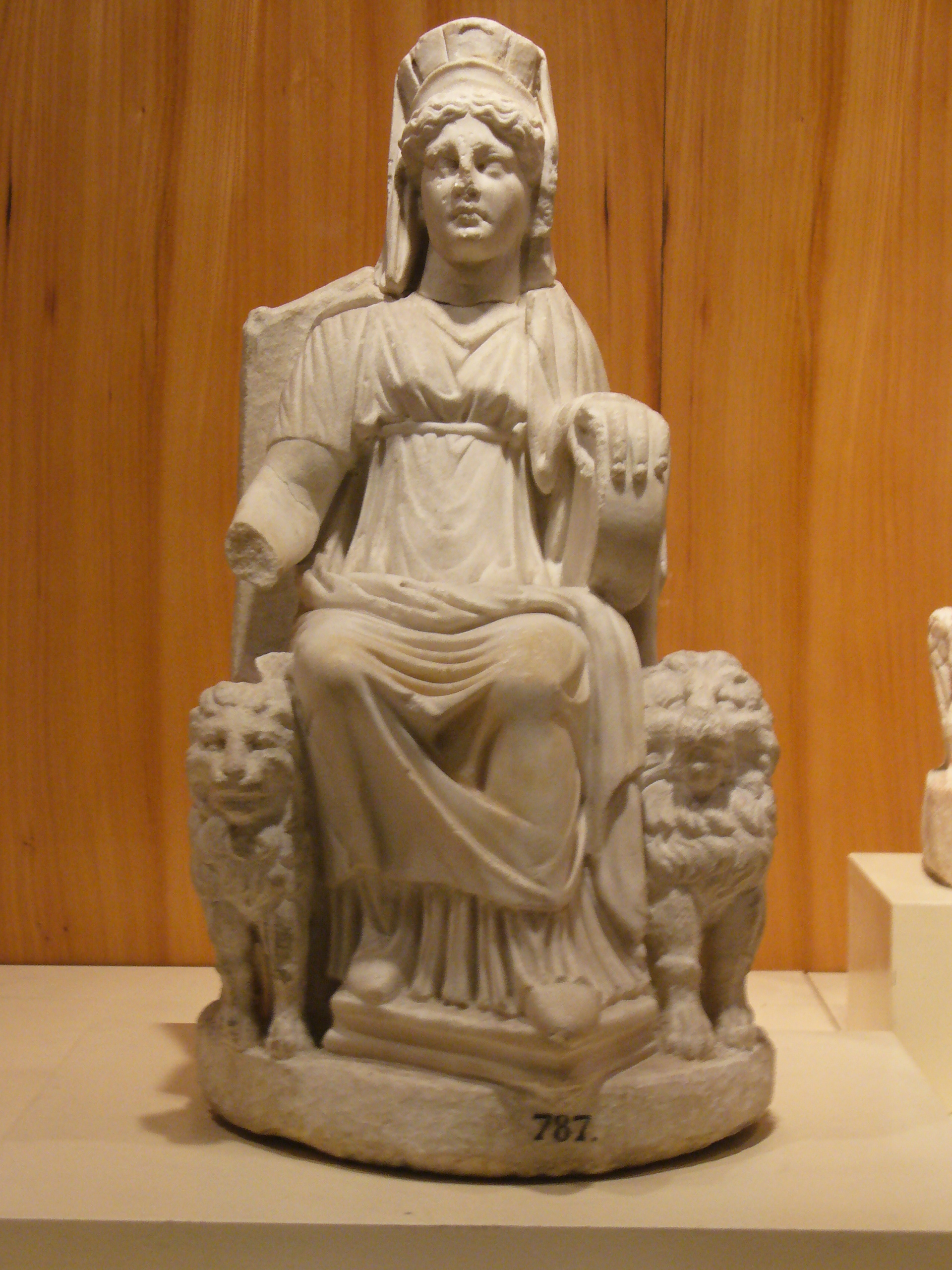
Богиня Кібела
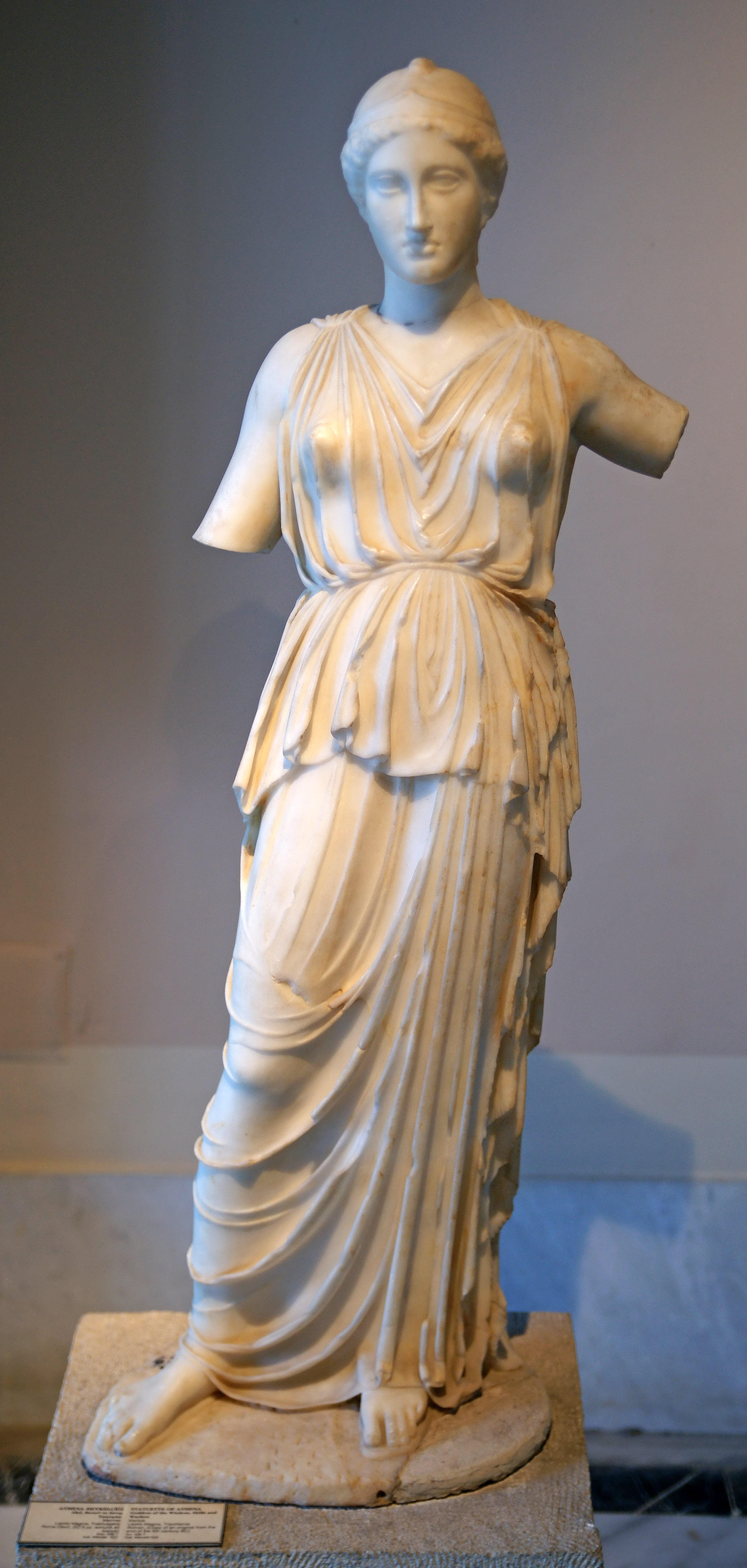
Афіна з Лептіс Магна

## Елліністична скульптура

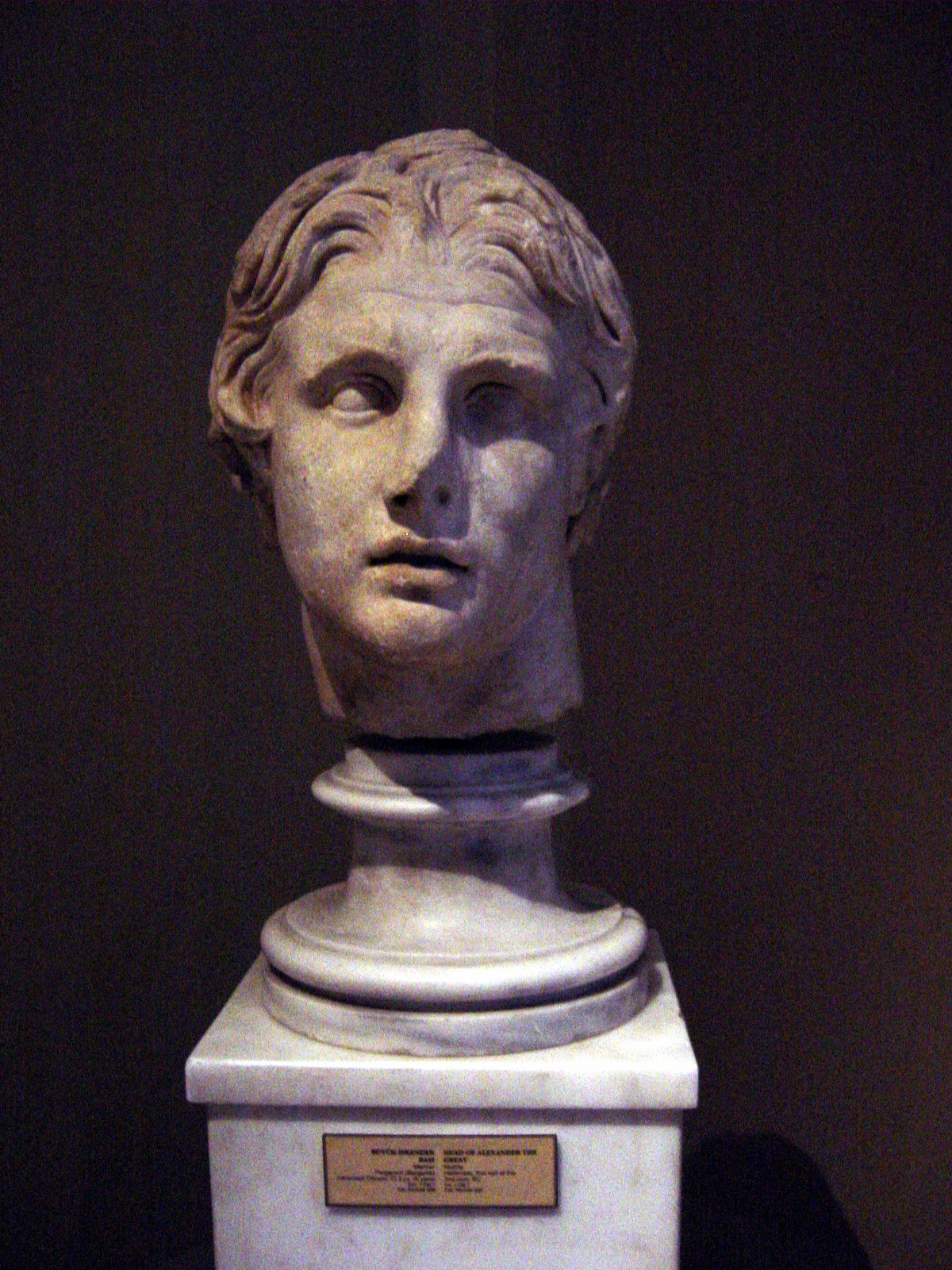
Голова Александра Македонського
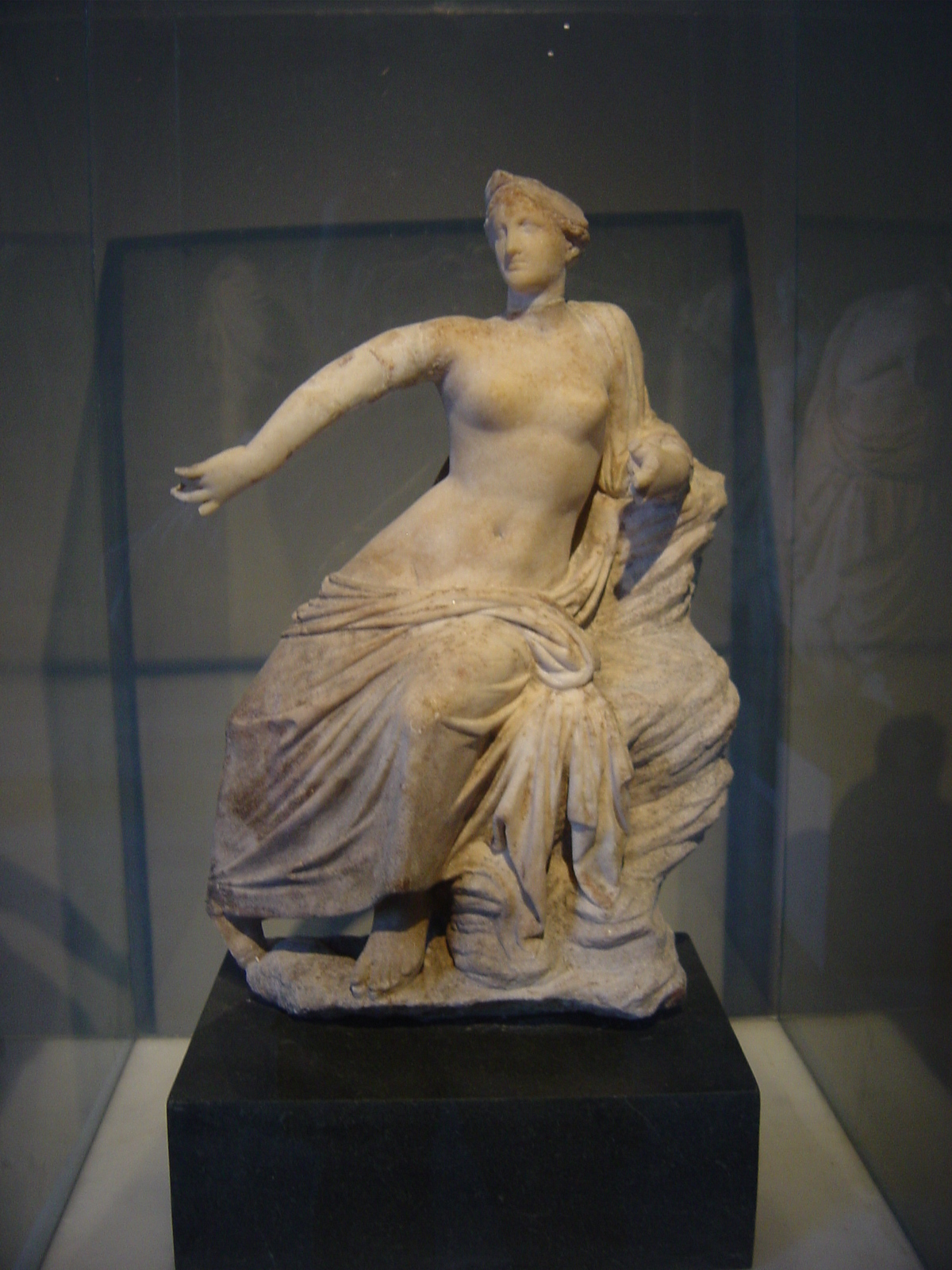
Афродита
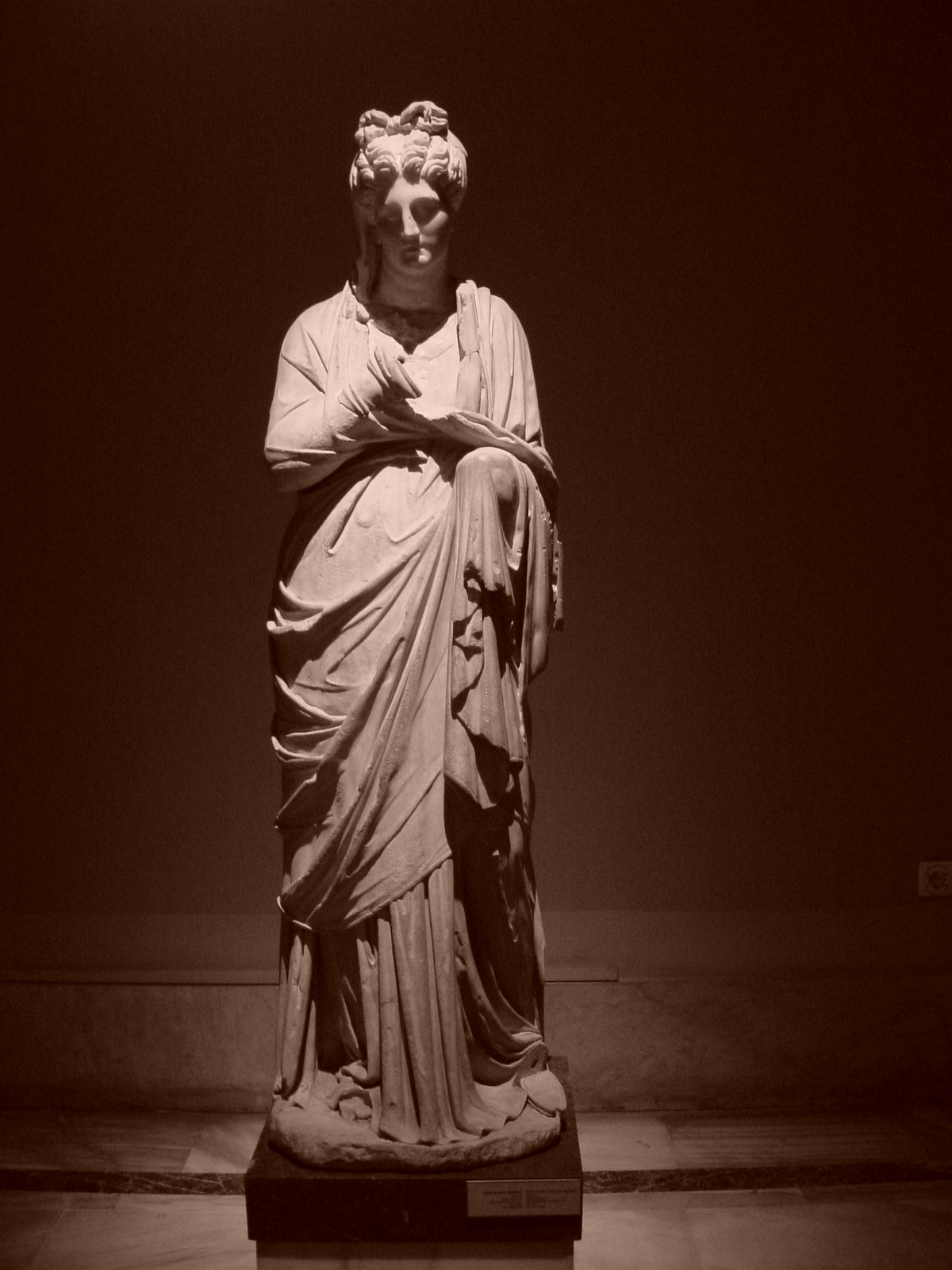
Статуя невідомої пані
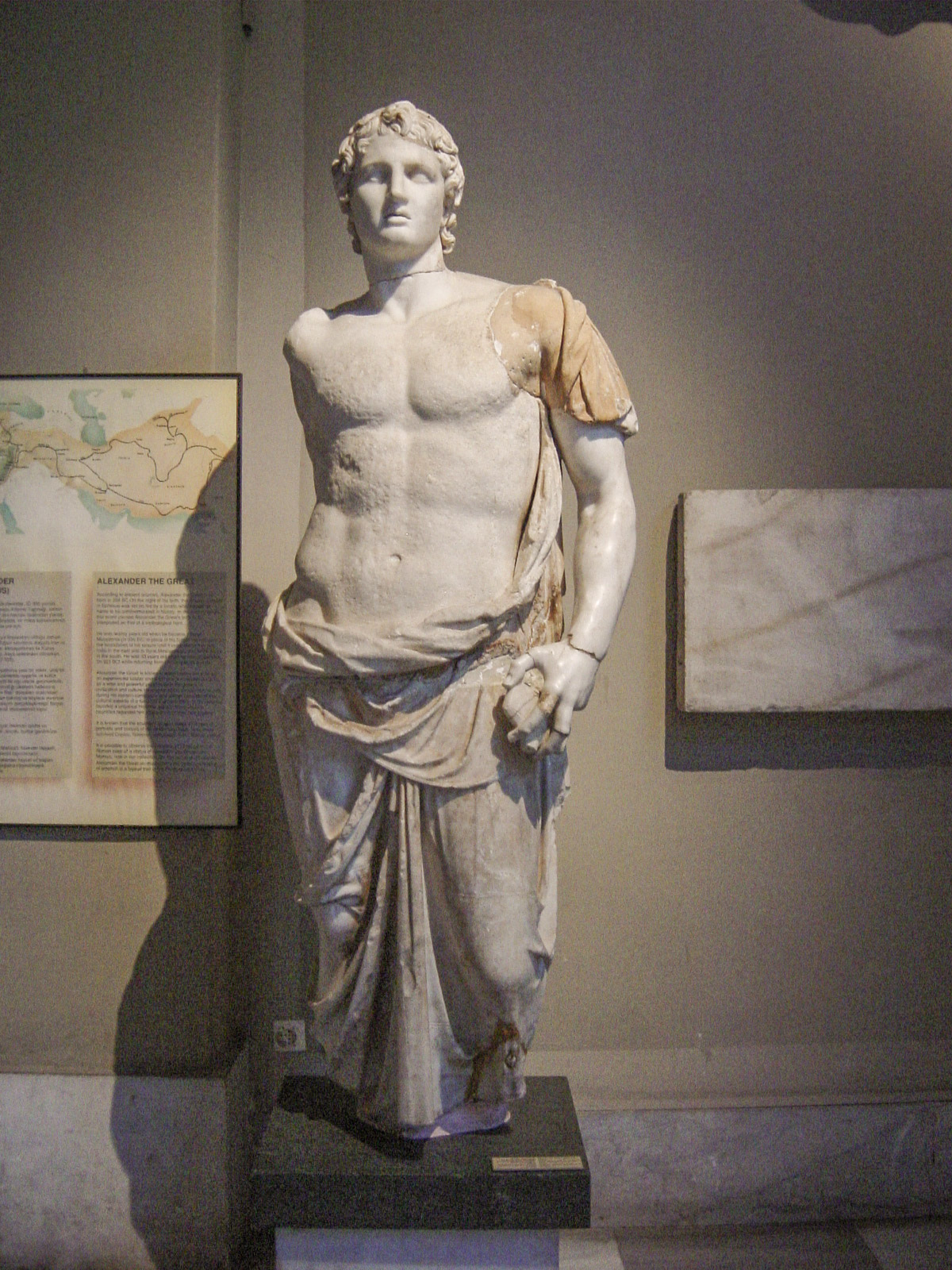
Статуя Александра Македонського

## Експозиція Кераміки Туреччини

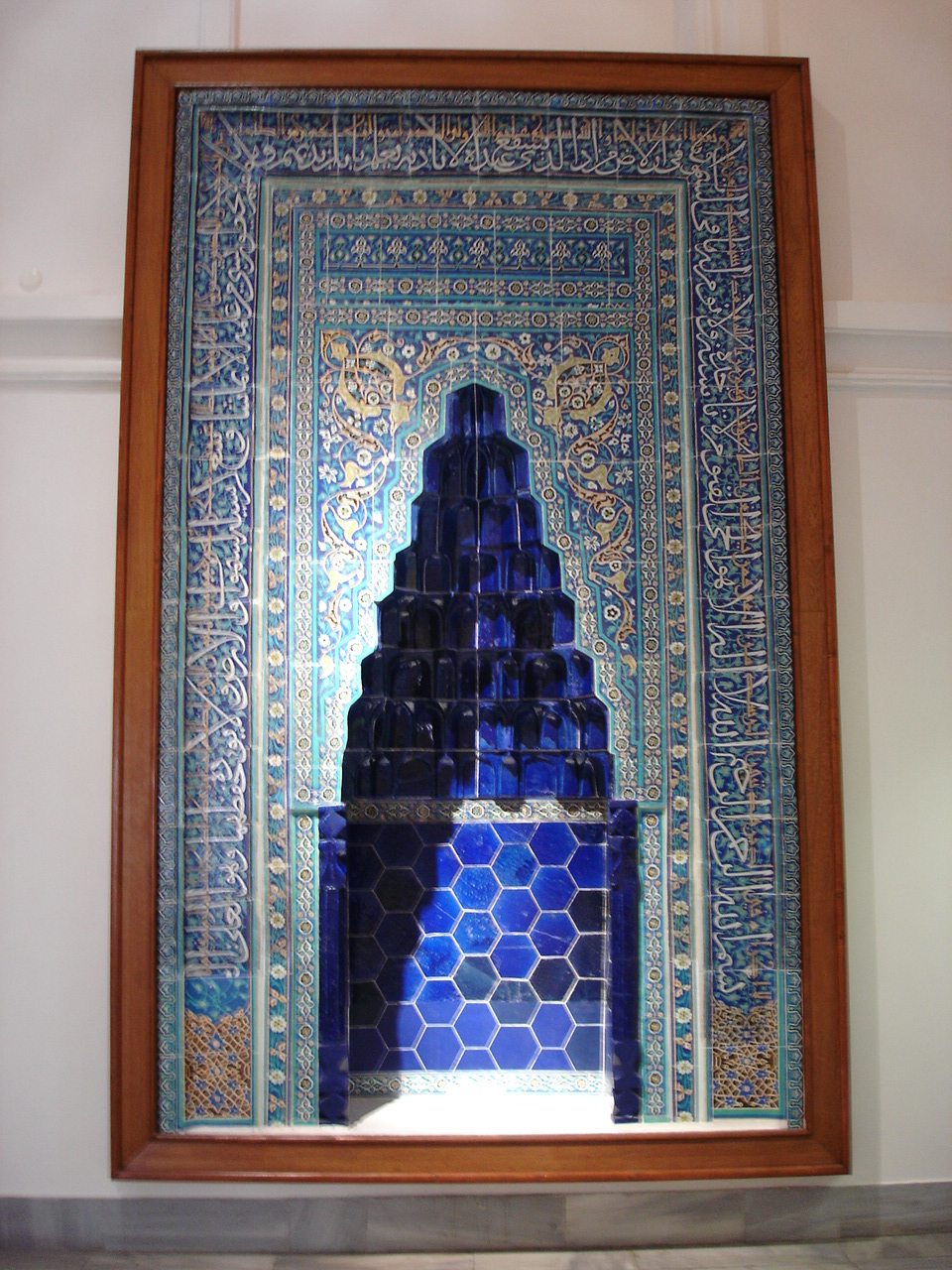
Міхраб 1432 року
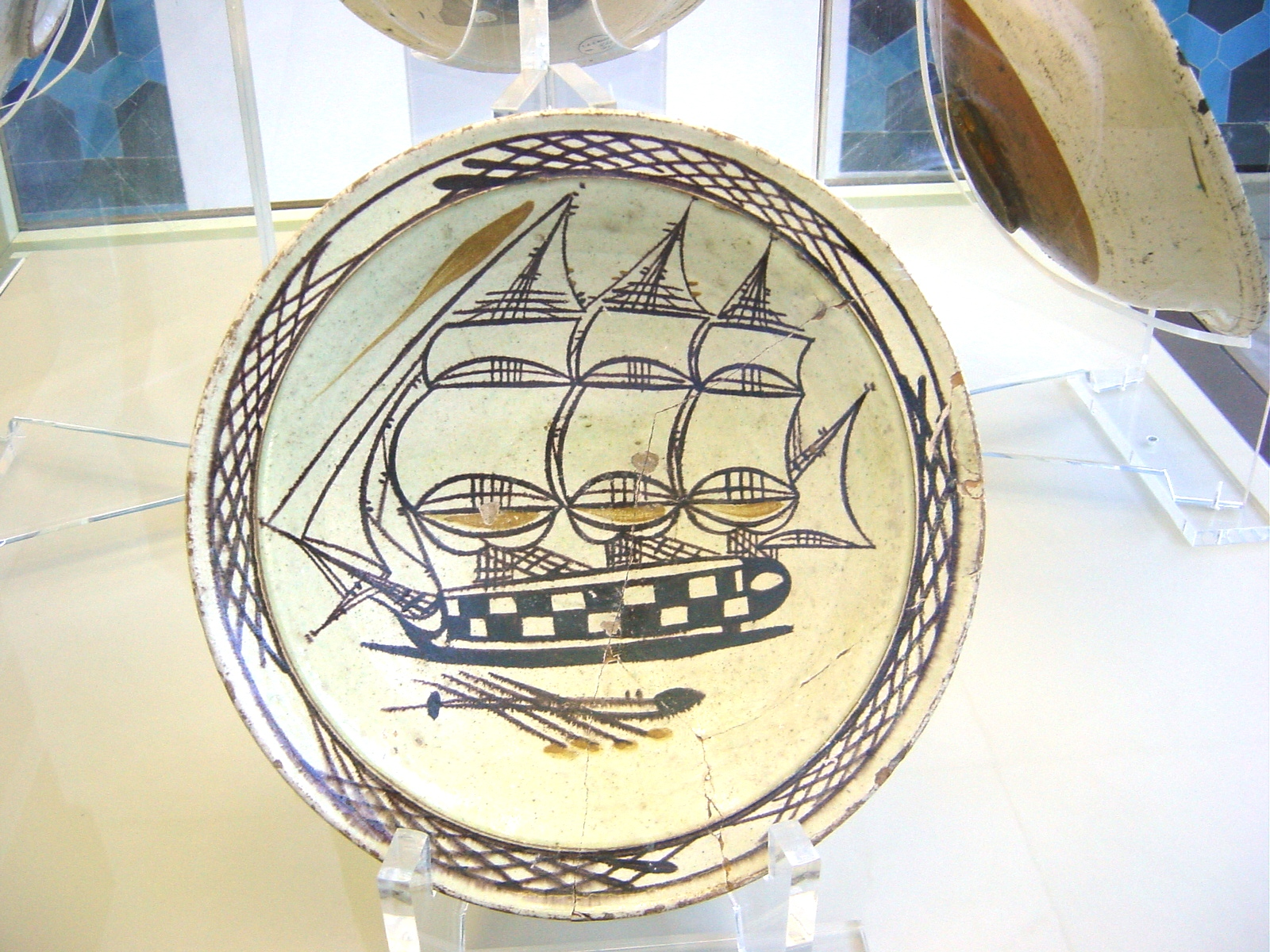
Таріль із вітрильником, Канакале, 18 століття,
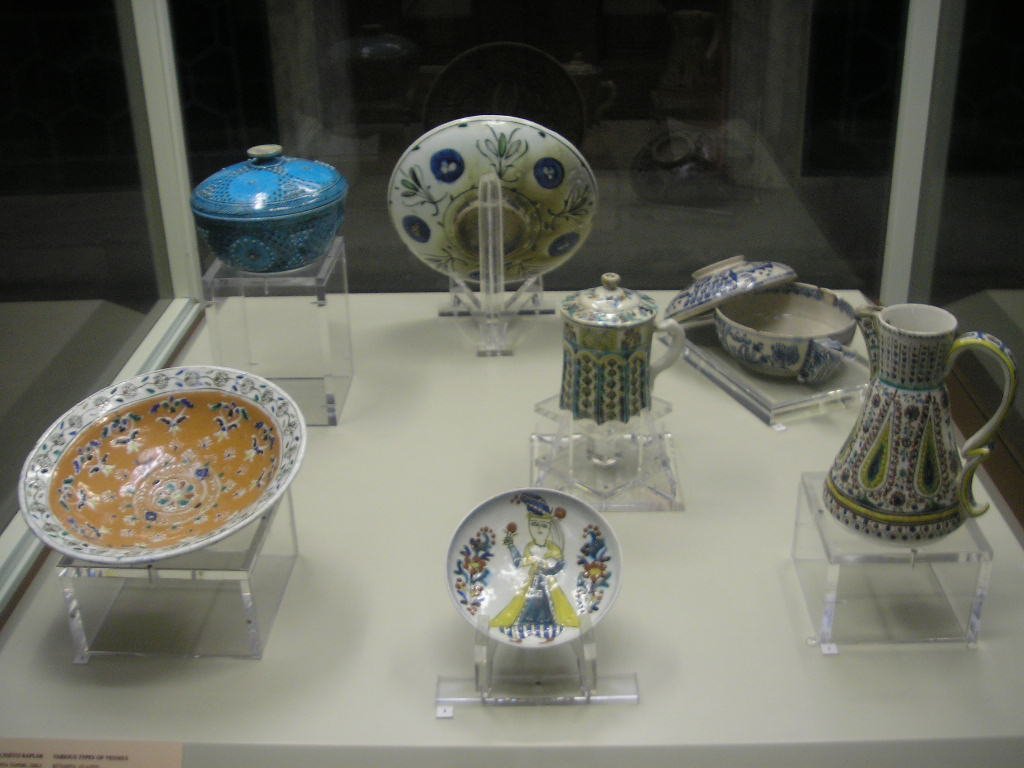
Кераміка з Кютахья
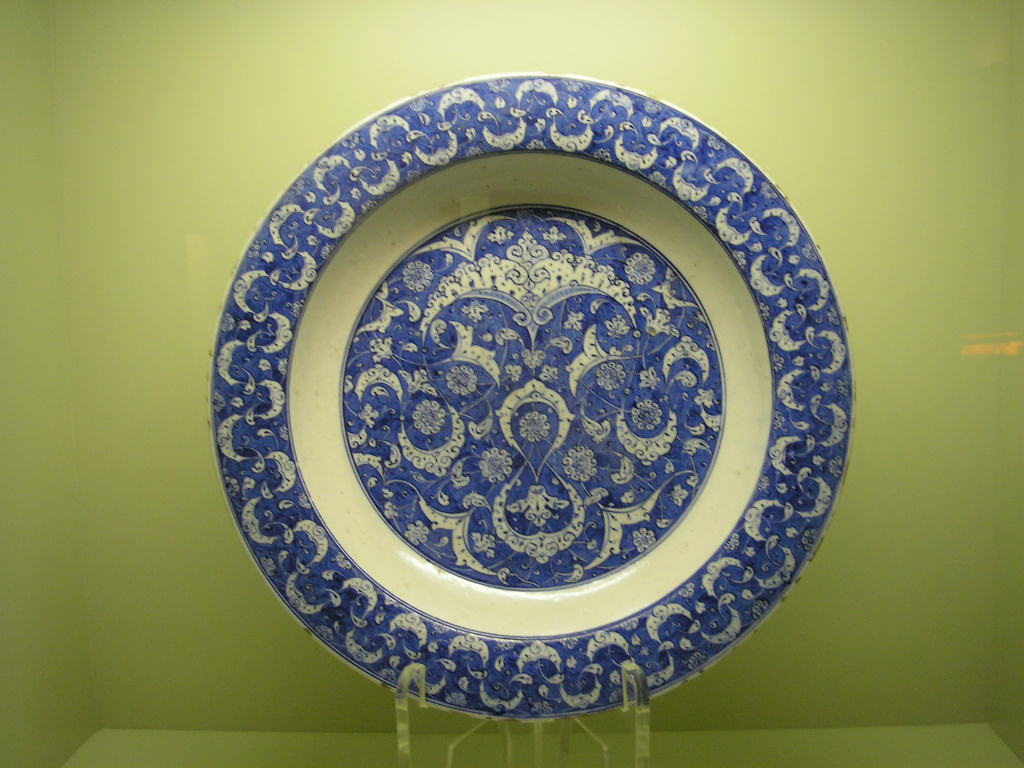
Таріль, керамічний центр Ізник, бл. 1510 р.

## Портретні погруддя Стародавнього Риму

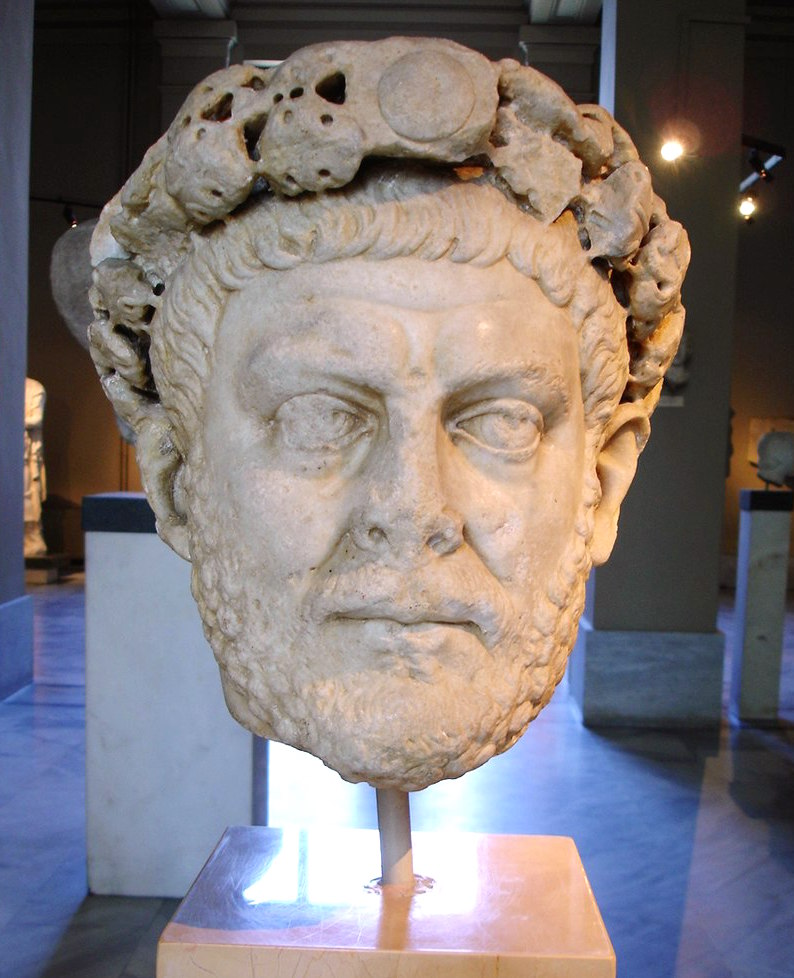
Імператор Діоклетіан
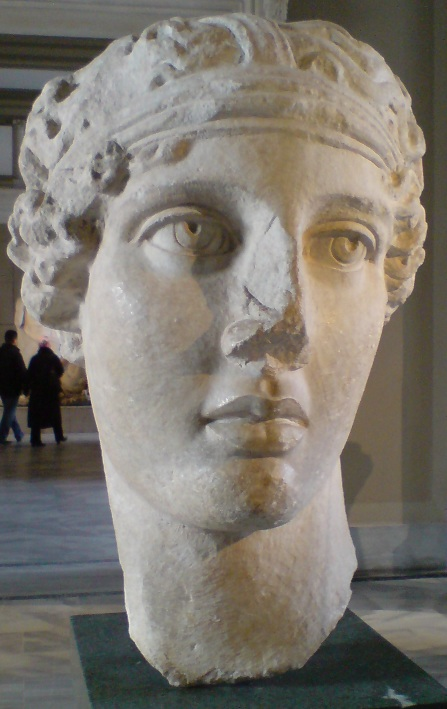
Голова поетеси Сафо зі Смірни
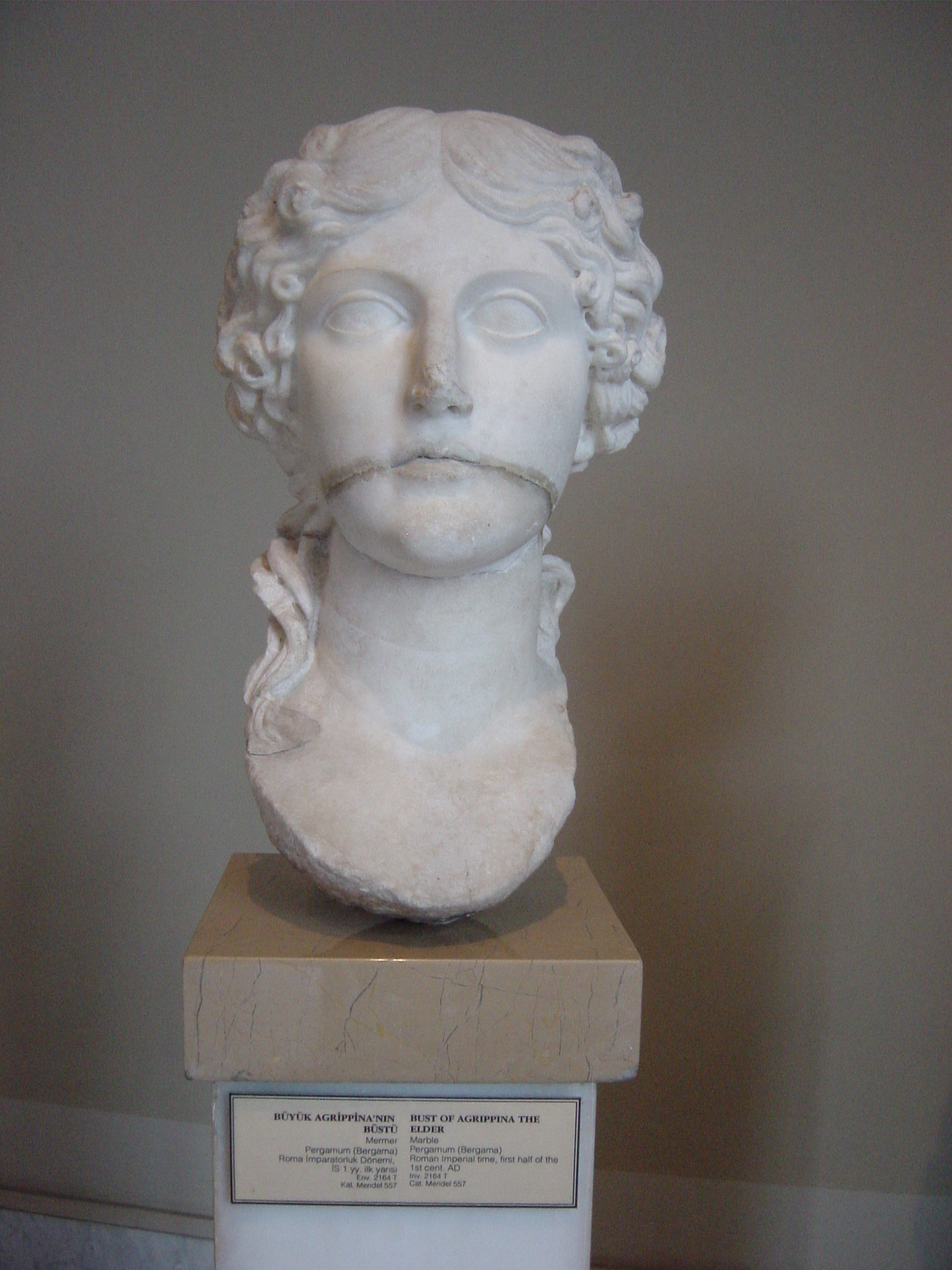
Агриппина
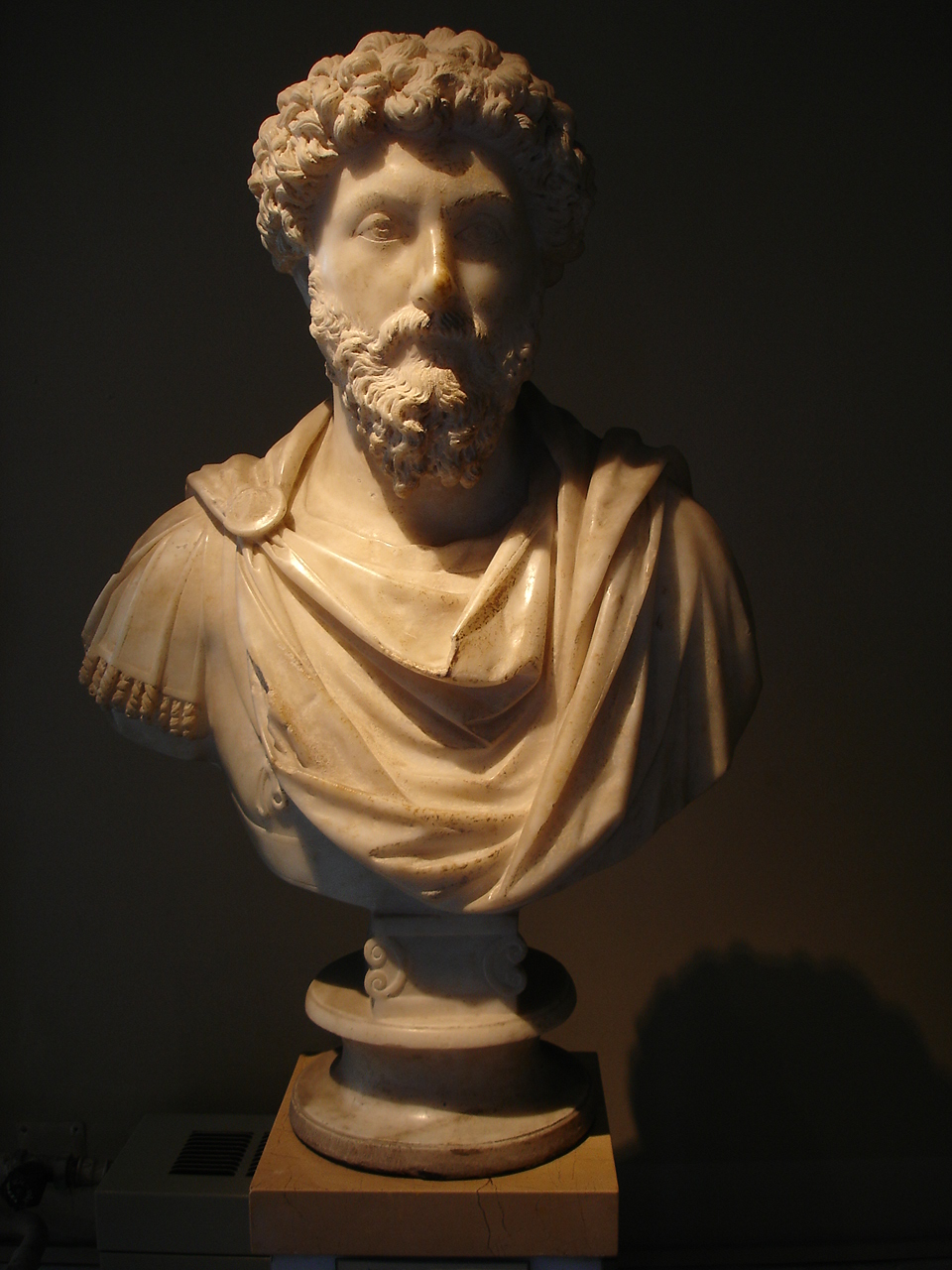
Погруддя імператора Марка Аврелія